# SN 2001fc
SN 2001fc – supernowa typu II odkryta 28 października 2001 roku w galaktyce UGC 11683. W momencie odkrycia miała maksymalną jasność 17,50m.